# 58679 Brenig
58679 Brenig este un asteroid din centura principală de asteroizi.

## Descriere
58679 Brenig este un asteroid din centura principală de asteroizi. A fost descoperit pe 1 ianuarie 1998 la Bornheim de Norbert Ehring. Asteroidul prezintă o orbită caracterizată de o semiaxă mare de 2,60 ua, o excentricitate de 0,28 și o înclinație de 4,1° în raport cu ecliptica.